# 가라스마오이케역
가라스마오이케역(일본어: 烏丸御池駅, からすまおいけえき)은 일본 교토부 교토시 나카교구에 있는 교토 시영 지하철의 역이다. 지하철 가라스마 선과 도자이 선이 십자로 교차하는 결절점에 위치한 두 노선의 환승역이다. 역 번호는 가라스마 선이 K08, 도자이 선이 T13이다.

## 이용 가능한 철도 노선
- 교토 시영 지하철
  - 가라스마 선(역 번호: K08)
  - 도자이 선(역 번호: T13)

## 역 구조
지하에 가라스마 선이 달리는 가라스마도리와 함께 지하에 도자이 선이 달리는 오이케도리의 교차점에 위치한 두 노선의 환승역이다. 승강장은 개찰층 아래에 위치한 가라스마 선 승강장이 해당 노선에서는 유일한 상대식 승강장 2면 2선(개업 시부터 도자이 선과의 환승역에 대비한 설계였다)이고, 그보다 더 아래층에 있는 도자이 선 승강장이 섬식 승강장 1면 2선이며 도자이 선 승강장은 스크린도어가 완비되어 있다. 도자이 선의 스테이션 컬러는 ■적색이다.
역 북쪽에는 유인 개찰구가 있는 매점(서비스 센터)도 있다. 유인 개찰구로 들어가면(개찰층에서 보면 중간 2층적인 공간) '오이케 역 갤러리'가 있어 지역의 정보나 미술 공예품이 전시되고 있다.

### 승강장
| 1 | 가라스마 선 | 시조・교토・다케다・긴테쓰나라 방면       |
| 2 | 가라스마 선 | 이마데가와・기타오지・고쿠사이카이칸 방면 |
| 1 | 도자이 선   | 니조・우즈마사텐진가와 방면               |
| 2 | 도자이 선   | 미사사기・로쿠지조・하마오쓰 방면         |

## 역 주변
역 주변은 한적한 오피스 거리를 형성하고 있다. 최근에는 새로운 유행의 상점 등 복합 상업 시설이 생겨 카페, 상점 등의 출점도 활발하다. 상업지로서의 발전 경향이 보인다.
- 나카교 우체국(구 교토 우편 전신국: 국가 중요 문화재)
- 교토 문화 박물관
  - 별관(구 일본 은행 교토 지점: 국가 중요 문화재)
- 니시콘 본사
- 교토 국제 만화 박물관
- 교토 시 여성 활동 센터(윙스 교토)
- 교토 시 나카교 청소년 활동 센터
- 헬로 워크 가라스마오이케
- 소비 생활 종합 센터
- 세키스이 하우스 교토 지점
- NTT 서일본 교토 지점
- 로가쿠도(조호지)
- 스포츠 하우스 미쯔하시·그라우니
- 아다치 병원(소아과 산부인과·부인과)
- 미카네 신사

이 외 일본방송협회(NHK)가 니조성 부근에 있는 교토 방송국의 이전을 목적으로 역앞의 땅을 2010년에 취득하여 2014년 이전을 목표로 하고 있다.

### 가라스마오이케 교차점
역 바로 위에는 가라스마오이케 교차점이 존재한다. 가라스마 도리(국도 제367호선)와 오이케 도리(교토 부도 37호 니조 정거장 히가시야마산조 선)가 교차하고 있다. 또, 가라스마오이케의 명칭은 교차로 주변 지역을 가리키는 명칭에도 사용된다.

### 버스 노선
가장 가까운 버스 정류장은 가라스마오이케이다. 이하의 노선은 교토 시 교통국(교토 시영 버스), 교토 버스, 서일본 JR 버스, 게이한 버스에서 운행된다.
- 교토 시영 버스
  - 15계통: 시조카와라마치・산조 케이한 행 / 이케도리・니시노쿄우엔마치 경유 리쓰메이칸 대학 앞 행
  - 51계통: 시조카와라마치・산조 케이한 행/ 기타노 덴만구 경유 리쓰메이칸 대학 앞 행
  - 65계통: 시조카라스마 행 / 구마노・이와쿠라 행
  - 100엔 순환 버스: 시조카라스마 → 시조카와라마치 → 교토 시청 앞 (토, 휴일만 운행)
- 교토 버스
  - 45계통: 교토 역행
  - 61・62계통: 시조카와라마치・산조케이한 행
  - 63계통: 사이호지・스즈무시데라 행 / 시조카와라마치・산조케이한 행
  - 64계통: 다이카쿠지・기요타행 / 시조카와라마치・산조케이한 행
  - 65계통: 아리스가와 행
- 서일본 JR 버스
  - 다카오・게이호쿠 선: 교토 역 행 / 다카오・스야마 행
- 게이한 버스
  - 심야 직통Q: 마쓰이야마테 역 경유 다노구치 행
  - 오야케 행
  - 다이고 버스 터미널 행

## 역사
가라스마 선은 북측 기타오지 방면, 도자이 선은 동측 산조케이한 방면에 상하선의 편(片)건늠선이 설치되어 있다. 도자이 선의 편건늠선은 2013년 9월에 일어난 태풍 18호에 의한 폭우의 영향으로 미사사기역이 침수되고 당역에서 오노역 구간이 운행 보류되었을 때 당역에서 우즈마사텐진가와 역간 운행하는 열차 반환점용 포인트로 쓰였다.
도자이 선 개업 전에는 단순한 통과역인 비즈니스 거리로서의 발전도가 낮았다. 도자이 선 개업 후에는 교토 시내에서 유일하게 지하철이 교차하여 교통이 매우 편리한 장소로 역 주변이 발전하기 시작했다.
2008년에는 지하철의 적자 해소 방안의 하나로 역 구내의 상업 이용의 본격적인 전개를 개시하여 금융 기관의 ATM이나, 가라스마 선과 도자이 선의 연결통로에 음료수 자판기 및 휴게소를 각각 설치했다.
- 1981년 5월 29일: 가라스마 선 기타오지 ~ 교토 간의 개통과 함께 오이케역으로 개업.
- 1997년
  - 5월 22일: 도자이 선 개업에 앞서 가라스마오이케역으로 개칭.
  - 10월 12일: 도자이 선 다이고 ~ 니조 간이 개업하면서 환승역이 됨.
- 2007년 4월 1일: PiTaPa 공용 개시.
- 2008년
  - 1월 16일: 도자이 선에서 게이한 게이신 선의 열차가 이 역까지 연장 운행 개시.
  - 11월 11일: 교토 은행・교토 신용 금고가 역 구내에 ATM을 설치.
- 2010년 3월 19일: 본 역에서 가라스마 선과 도자이 선의 환승 시간 균등화, 야간 증편 등의 다이어 개정 실시.
- 2011년 5월 16일: "Kotochika오이케"가 개업함.
- 2014년
  - 6월 21일: 가라스마 선 2번 승강장 열차 정지 위치를 약 13m를 고쿠사이카이칸 방향으로 변경함.
  - 6월 22일: 가라스마 선 1번 승강장 열차 정지 위치를 약 13m를 고쿠사이카이칸 방향으로 변경함.
  - 12월 20일: 가라스마 선 승강장 스크린도어 사용 개시.

## 사진

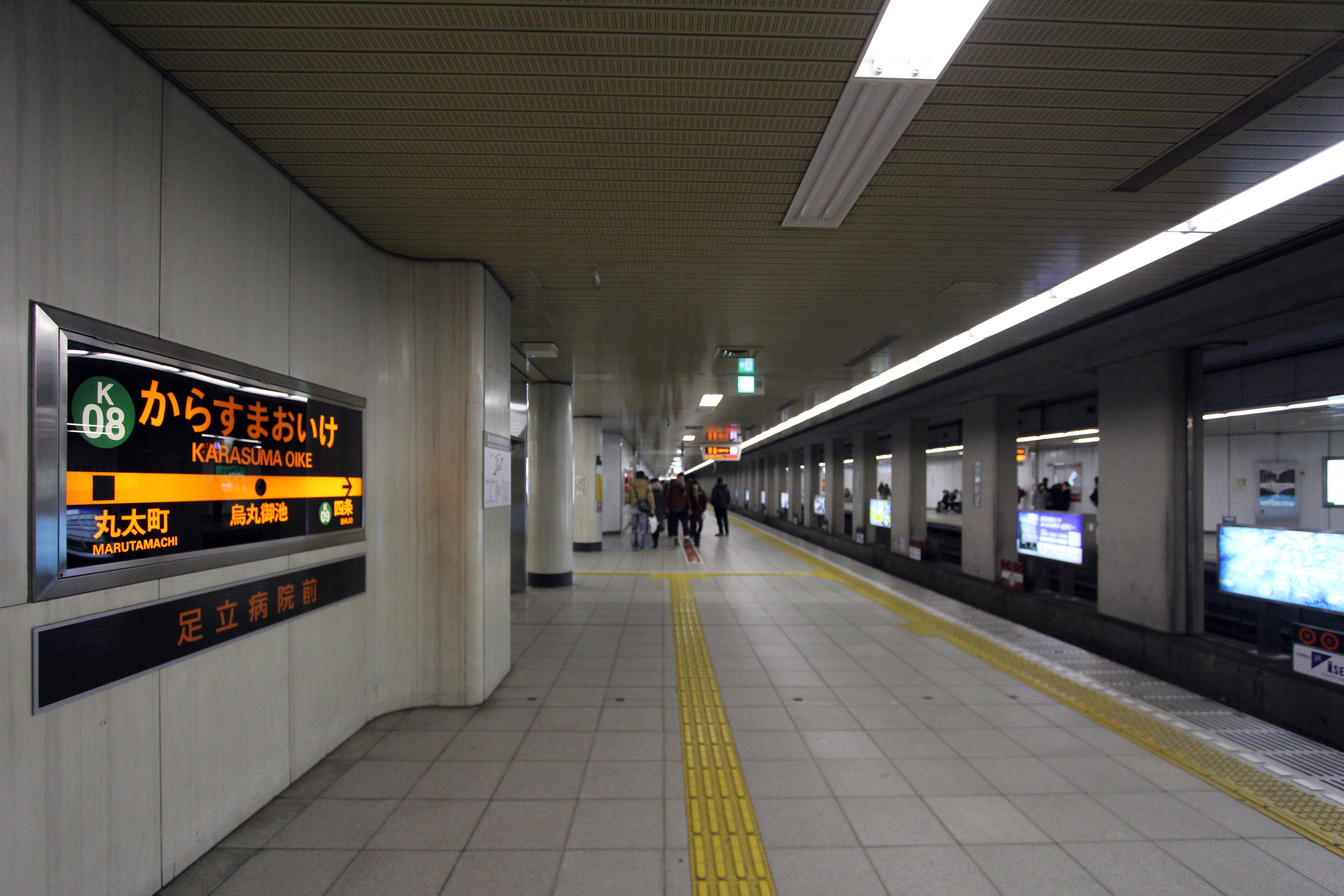
가라스마 선 승강장

## 그 외의 내용
제2회 긴키의 역 백선 선정 역이다. 교토 시영 지하철 가라스마 선은 가라스마도리에 교차하여 통칭하는 역명으로 명명했다(예를 들어 고조 역, 마루타마치 역 등). 이 역도 가라스마 선 개업 당초에는 '오이케' 역이었지만 도자이 선 개통을 앞두고 교차점명과 같은 '가라스마오이케'로 개칭했다. 교토 시 교통국에서 '가라스마오이케'을 자칭하는 철도역은 1974년 3월 마지막으로 폐지된 교토 시영 전차 가라스마 선의 정류소에 이어 2번째가 된다.